# کوین دنیس
کوین دنیس (انگلیسی: Kevin Dennis؛ زادهٔ ۱۴ دسامبر ۱۹۷۶) بازیکن فوتبال اهل بریتانیا است.
از باشگاه‌هایی که در آن بازی کرده‌است می‌توان به باشگاه فوتبال آرسنال، باشگاه فوتبال برنتفورد، باشگاه فوتبال چشام یونایتد، باشگاه فوتبال ولینگ یونایتد، و باشگاه فوتبال همپتون و ریچموند بورو اشاره کرد.